# Super Bowl XX
Der Super Bowl XX war der 20. Super Bowl, das Endspiel der Saison 1985 der National Football League (NFL). Er wurde am 26. Januar 1986 in New Orleans, Louisiana, im Louisiana Superdome ausgetragen. Die Sieger der National Football Conference (NFC), die Chicago Bears traten gegen die Sieger der American Football Conference (AFC), die New England Patriots an. Die Bears gewannen das Spiel mit 36 Punkten Vorsprung, was bis zu Super Bowl XXIV Rekord war, weiterhin konnten sie den Rekord für die meisten Sacks (sieben) und die wenigsten zugelassenen gelaufenen Yards (ebenfalls sieben) aufstellen. Die Patriots konnten insgesamt nur 123 Yards erzielen, was die zweitwenigsten in der Geschichte des Super Bowls sind. Super Bowl MVP wurde der Defensive End Richard Dent mit 1,5 Sacks und zwei hervorgerufenen Fumbles.
Zuerst lagen die Patriots durch ein Field Goal in Führung, was die Bears jedoch schnell aufholten. Danach folgten drei Field Goals und fünf Touchdowns der Bears bis zu den nächsten Punkten New Englands. Im letzten Viertel konnten die Patriots sieben bedeutungslose Punkte machen, die aber noch von einem seltenen Safety seitens der Bears gefolgt wurde.

## Startaufstellung
| Chicago          | Position  | New England      |
| ---------------- | --------- | ---------------- |
| OFFENSE          |           |                  |
| Willie Gault     | WR        | Irving Fryar     |
| Jim Covert!      | LT        | Brian Holloway   |
| Mark Bortz       | LG        | John Hannah!     |
| Jay Hilgenberg   | C         | Pete Brock       |
| Tom Thayer       | RG        | Ron Wooten       |
| Keith Van Horne  | RT        | Steve Moore      |
| Emery Moorehead  | TE        | Lin Dawson       |
| Dennis McKinnon  | WR        | Stanley Morgan   |
| Jim McMahon      | QB        | Tony Eason       |
| Matt Suhey       | FB        | Craig James      |
| Walter Payton!   | RB        | Tony Collins     |
| DEFENSE          |           |                  |
| Dan Hampton!     | LE        | Julius Adams     |
| Steve McMichael! | LDT/NT    | Lester Williams  |
| William Perry    | RDT/RE    | Garin Veris      |
| Richard Dent!    | RE/LOLB   | Andre Tippett!   |
| Otis Wilson      | LOLB/LILB | Steve Nelson     |
| Mike Singletary! | MLB/RILB  | Larry McGrew     |
| Wilber Marshall  | ROLB      | Don Blackmon     |
| Leslie Frazier   | LCB       | Raymond Clayborn |
| Mike Richardson  | RCB       | Ronnie Lippett   |
| Dave Duerson     | SS        | Roland James     |
| Gary Fencik      | FS        | Fred Marion      |

Legende:
| ! | = spätere Hall of Famer |

## Schiedsrichter
Hauptschiedsrichter des Spiels war Red Cashion. Er wurde unterstützt vom Umpire Ron Botchan, Head Linesman Dale Williams, Line Judge Bama Glass, Field Judge Jack Vaughan, Back Judge Al Jury und Side Judge Bob Rice.